# Varbla
Varbla är en ort i Estland. Den ligger i Varbla kommun och landskapet Pärnumaa, i den västra delen av landet, 130 km sydväst om huvudstaden Tallinn. Varbla ligger 26 meter över havet och antalet invånare är 148.
Terrängen runt Varbla är platt. Havet är nära Varbla åt sydväst. Runt Varbla är det mycket glesbefolkat, med 3 invånare per kvadratkilometer. Närmaste större samhälle är Risti, 15,0 km norr om Varbla. I omgivningarna runt Varbla växer i huvudsak blandskog.